# Elizabeth O. King
Elizabeth Osborne King (12 de octubre de 1912 - 8 de abril de 1966) fue una microbióloga estadounidense que descubrió y describió distintas bacterias de importancia médica trabajando en  los Centros para el Control y la Prevención de Enfermedades de los Estados Unidos (CDC) desde finales de la década de 1940 hasta principios de la década de 1960. Una publicación de los CDC de 1984 se refirió a King como "conocida internacionalmente como una autoridad sobre una variedad de bacterias inusuales". Los géneros Kingella y Elizabethkingia  y varias especies de bacterias llevan el nombre para honrarla por su trabajo pionero. King murió de cáncer el 8 de abril de 1966, en Atlanta, donde está enterrada en el cementerio de Oakland.

## Biografía
Nacida el 12 de octubre de 1912 en Atlanta, Georgia, obtuvo su Licenciatura en Ciencias en Zoología en la Universidad de Georgia en 1935, y su Maestría en Ciencias en Tecnología Médica en la Universidad de Emory en 1938. 
En 1943 se unió al Cuerpo del Ejército de Mujeres y sirvió como oficial comisionada durante la Segunda Guerra Mundial en Fort Detrick, Frederick, Maryland. Después de la guerra, trabajó en el Hospital Universitario de Emory de 1946 a 1948.
Después de abandonar el Hospital Universitario de Emory en 1948, se unió al personal de la recién fundada U.S. Centro de Enfermedades Transmisibles, actualmente conocido como los Centros para el Control y la Prevención de Enfermedades (CDC). King trabajó inicialmente en el Laboratorio de Difteria, pero, en 1951, se transfirió al recién creado Laboratorio de Bacteriología General, que se estableció para estudiar la malaria y las enfermedades exóticas traídas por militares en la Segunda Guerra Mundial. Su paso por el Laboratorio General de Bacteriología despertó un interés en las bacterias gramnegativas de bacilos que no pertenecían a la familia Enterobacteriaceae. Su experiencia trabajando en laboratorios de hospitales la hizo consciente de los desafíos que estas bacterias mal clasificadas presentaban en un entorno de diagnóstico, y se propusieron organizar estas clasificaciones.
Trabajó en el Laboratorio General de Bacteriología hasta su muerte en 1966.